# Хейнялуома, Ээро
Э́эро Хе́йнялуома (фин. Eero Heinäluoma; 4 июля 1955, Коккола, Финляндия) — финский политический и государственный деятель, член социал-демократической партии. Депутат Европейского парламента с 2 июля 2019 года. С 23 июня 2011 года по 28 апреля 2015 года спикер парламента Финляндии.

## Биография
Родился 4 июля 1955 года в Коккола.
С 2005 по 2007 годы был министром финансов в правительстве Матти Ванханена.
23 июня 2011 года парламент Финляндии избрал его («за» проголосовало 168 депутатов) новым спикером (этот пост по традиции занимает представитель второй по величине партии).
В феврале 2012 года во главе делегации Совета региона Уусимаа приезжал в Москву и посетил Московскую областную думу.
По результатам выборов в Европейский парламент в Финляндии 26 мая 2019 года прошёл в Европейский парламент.
Проживает в своём доме в районе Меллунмяки, в Хельсинки.

## Семья
- Отец — Хеймо (Heimo Heinäluoma)
- Мать — Айно (Aino Heinäluoma)
- Жена — Сату (Satu Orvokki Siitonen-Heinäluoma), учитель начальных классов, скончалась 8 января 2015 года[4].
- Дочь — Эвелиина (Eveliina Heinäluoma)
- Дочь — Ида (Ida Heinäluoma)
- Сын — Ристо-Матти (Risto-Matti Heinäluoma)

## Награды
- Командор ордена Белой розы Финляндии (2022)[5].
- Орден Креста Свободы I класса (2010)[6].
- Орден Дружбы (9 октября 2017 года, Россия) — за заслуги в укреплении дружбы и сотрудничества между народами, плодотворную деятельность по сближению и взаимообогащению культур наций и народностей[7].